# Bataille de Castillejos
Guerre hispano-marocaine (1859-1860)
Batailles
La bataille de Castillejos est une bataille de la guerre hispano-marocaine de 1859-1860. Elle a opposé les forces du roi Mohammed IV du Maroc aux forces expéditionnaires espagnoles commandées par Leopoldo O'Donnell dans la vallée de Castillejos, et se solde par une victoire espagnole.